# Bugatti Tipo 16 e Tipo 18
Le Tipo 16 e Tipo 18 erano due vetture sportive prodotte in pochissimi esemplari negli anni dieci dalla casa francese Bugatti.

## Profilo
Questi due modelli, considerati piuttosto come dei prototipi o delle fuoriserie, hanno una storia che affonda le sue radici al periodo in cui Ettore Bugatti lasciò la Deutz AG per dedicarsi alla produzione di autovetture in proprio. Al momento del suo addio al costruttore di Colonia, Bugatti portò con sé tre autotelai presi dal magazzino della Deutz AG. Furono proprio questi autotelai a dare il via al progetto che avrebbe portato alla realizzazione delle Bugatti Tipo 16 e Tipo 18. Tali modelli vennero realizzati in realtà solo in un secondo momento, giacché i primi sforzi del neo-imprenditore italiano furono concentrati principalmente nella progettazione e realizzazione della Tipo 13, destinata invece a una produzione in serie. Fu infatti solo nel 1912 che i tre autotelai di origine Deutz ricevettero finalmente una carrozzeria e un motore, dando luogo ai due modelli di casa Molsheim.

### Caratteristiche
Poche furono le differenze tra la Tipo 16 e la Tipo 18: la carrozzeria era di tipo roadster a due posti secchi, simile ai modelli prodotti da Bugatti a Colonia, ma con una calandra dal disegno simile a quello della Tipo 13. Sotto il cofano alloggiava un 4 cilindri con distribuzione monoalbero in testa a tre valvole per cilindro. La Tipo 16 e la Tipo 18 furono le prime Bugatti ad adottare tale schema di distribuzione. In seguito sarebbero state estese a tutti i modelli Bugatti. Questo motore aveva una cilindrata di 5027 cm3 (alesaggio e corsa 100 x 160 mm), era alimentato mediante carburatore Zenith ed era in grado di erogare una potenza di 90 CV, un bel risultato per l'epoca. Tale motore fu comunque rivisitato nel corso degli anni, arrivando a 100 CV. Il telaio a longheroni e traverse da 2,55 metri di passo era provvisto di sospensioni ad assale rigido con molle a balestra semiellittica sull'avantreno e a quarto di balestra sul retrotreno. Gli ammortizzatori erano a frizione. La trazione era ovviamente sulle ruote posteriori, a cui la coppia motrice veniva inviata mediante un cambio a 4 marce. La trasmissione era a catena, tranne che in un esemplare, provvisto invece di trasmissione a cardano. Con queste caratteristiche si potevano raggiungere circa 150 km/h di velocità massima.
In totale, fra Tipo 16 e Tipo 18 vennero prodotti una decina di esemplari appena. La richiesta fu estremamente esigua, da cui i bassissimi numeri di produzione. Le consegne della Tipo 18 si esaurirono fra il 1912 e il 1914, mentre la Tipo 16 giunse fino al 1917, in piena guerra, e la sua uscita di produzione passò praticamente inosservata. Uno di questi esemplari venne acquistato dall'aviatore Roland Garros, poi divenuto celebre per aver dato vita all'omonimo torneo di tennis.

### Attività sportiva
Le Tipo 16 e Tipo 18 furono concepite come auto da competizione, anche se una parte di questa esigua produzione fu convertita all'uso stradale. Tuttavia non mancarono alcuni esempi di utilizzo in gara. Fra queste, va citata la Coupe Herkhomer, vinta proprio da uno di questi esemplari. Il già citato esemplare provvisto di trasmissione a cardano fu schierato alla 500 Miglia di Indianapolis del 1914, dove però fu costretto ad abbandonare a causa della rottura dello sterzo dopo 425 miglia percorse e mentre si trovava in terza posizione.